# Jane Lattimore
Jane Catherine Lattimore (Palmerston North, 22 giugno 1968) è un'ex cestista neozelandese.

## Carriera
Con la Nuova Zelanda ha disputato i Campionati mondiali del 1994.